# Doktryna Juáreza
Doktryna Juáreza – doktryna sformułowana przez meksykańskiego prezydenta Benito Juáreza w 1856 roku. Głosiła ona, że dla utrzymania pokojowych stosunków między narodami, niezbędne jest wzajemne uznanie i respektowanie prawa każdego narodu do ustanowienia takich regulacji spraw wewnętrznych, jakich dany naród uzna za stosowne. Oznaczało to uznanie, iż każdy naród ma prawo do suwerennego i niczym nie skrępowanego wyboru modelu systemu politycznego i gospodarczego.